# Peab Asfalt
Peab Asfalt AB (Paulsson entreprenad asfalt aktiebolag) är ett av Sveriges största rikstäckande beläggning- och anläggningsföretag och antalet anställda uppgår till cirka 900 (2018). Företaget har sin huvudsakliga verksamhet i Sverige, men bedriver även verksamhet i Norge genom dotterbolaget PEAB ASFALT I NORGE AS. Huvudkontoret ligger i Ängelholm, regionkontor finns i Sundsvall, Stockholm, Göteborg och Malmö. Vidare har företaget ett flertal asfaltverk, laboratorier och lokalkontor i både Sverige och Norge.

## Affärsområden
- Anläggning – arbetar mot både den lokala anläggningsmarknaden (garageuppfarter, vägar, mm.) och med infrastrukturprojekt som broar och vägar samt drift och underhåll av gator och vägar.
- Industri – innefattar verksamhet som bland annat omfattar asfalt, betong, grundläggning, transport och maskintjänster.

## Laboratorium
Företaget driver fem ISO/IEC 17025 ackrediterade väglaboratorier (Boden, Hägersten, Helsingborg, Hisings Backa och Västerås). Ackrediteringen utfärdades av SWEDAC. 2010 miljöcertifierades laboratorierna enligt ISO 14001. 
Uppdrag kommer i förstahand från företag inom Peabkoncernen, men även några externa kunder.